# 824-й истребительный авиационный полк
824-й истребительный авиационный полк (824-й иап) — воинская часть Военно-воздушных сил (ВВС) Вооружённых Сил РККА, принимавшая участие в боевых действиях Великой Отечественной войны.

## Наименования полка
За весь период своего существования полк своё наименование не менял:
- пятый безномерной истребительный авиационный полк;
- 824-й истребительный авиационный полк.

## История и боевой путь полка
Полк сформирован 16 октября 1941 года по штату 15/174 как пятый безномерной истребительный авиационный полк при 25-м запасном истребительном авиационном полку Закавказского военного округа в г. Аджикабул Азербайджанской ССР за счёт личного состава 25-го зиап. 23 марта 1942 года полк переименован в 824-й истребительный авиационный полк. До 3 июня полк находился в 25-м запасном истребительном авиационном полку Закавказского военного округа на укомплектовании, далее направлен во 2-й запасной истребительный авиационный полк Московского военного округа. С 12 июня по 30 июня 1942 года полк находился во 2-м запасном истребительном авиационном полку Московского военного округа на ст. Сейма Горьковской области, где освоил истребители ЛаГГ-3. С 1 июля полк передан в состав 266-й истребительной авиационной дивизии 2-й воздушной армии Брянского фронта, где приступил к боевой работе на самолётах ЛаГГ-3.
В этот период полк принимал участие в операциях, обеспечивая наземные части прикрытием с воздуха:
- Воронежско-Ворошиловградская операция:
  - Касторненская оборонительная операция — с 1 июля 1942 года по 8 июля 1942 года;
  - Валуйско-Россошанская оборонительная операция — с 1 июля 1942 года по 8 июля 1942 года.

Первая известная воздушная победа полка в Отечественной войне одержана 3 июля 1942 года: парой ЛаГГ-3 (ведущий старшина Ветчинкин Ю. Н.) в воздушном бою в районе с. Верхнеполье сбит немецкий истребитель Ме-109 (Messerschmitt Bf.109). В этих боях полк одержал 4 воздушных победы.
С 8 июля полк передан для выполнения задач прикрытия действий штурмовиков в 227-ю штурмовую авиационную дивизию 2-й воздушной армии Воронежского фронта. Боевой работы не вёл. с 1 августа выведен в 4-й запасной истребительный авиационный полк Приволжского военного округа в город Моршанск Тамбовской области, где находился до 25 августа. 25 августа 1942 года полк расформирован при 4-м запасном истребительном авиационном полку.
В составе действующей армии полк находился с 6 июля 1942 года по 22 июля 1942 года.

## Командиры полка
- майор Смирнов В. С.[1], 1942

## В составе соединений и объединений
| Период        | Фронт (округ)              | армия               | дивизия                                       | примечание    |
| ------------- | -------------------------- | ------------------- | --------------------------------------------- | ------------- |
| 16.10.1941 г. | Закавказский военный округ | ВВС округа          | 25-й запасной истребительный авиационный полк |               |
| 03.06.1942 г. | Московский военный округ   | ВВС округа          | 2-й запасной истребительный авиационный полк  | ЛаГГ-3        |
| 01.07.1942 г. | Брянский фронт             | 3-я воздушная армия | 266-я истребительная авиационная дивизия      | ЛаГГ-3        |
| 08.07.1942 г. | Брянский фронт             | 3-я воздушная армия | 227-я штурмовая авиационная дивизия           | ЛаГГ-3        |
| 01.08.1942 г. | Приволжский военный округ  | ВВС округа          | 4-й запасной истребительный авиационный полк  |               |
| 25.08.1942 г. | Приволжский военный округ  | ВВС округа          | 4-й запасной истребительный авиационный полк  | расформирован |

## Самолёты на вооружении
| Период                  | Самолёты | Фото   |
| ----------------------- | -------- | ------ |
| 12.06.1942 — 01.08.1942 | ЛаГГ-3   | ЛаГГ-3 |